# Ernest H. Coggin
Ernest Harold Coggin (Rio de Janeiro, 3 de outubro de 1886 - ?), mais conhecido como Ernest Coggin, foi um ex-futebolista brasileiro com ascendência inglesa, que atuava como goleiro. 

## Carreira
Revelado pelo Bangu em 1906, Coggin se transferiu para o Botafogo no final da mesma temporada, aonde conquistou o Campeonato Carioca de 1907 e de 1910, além de ter sido também o primeiro goleiro da história do clube a defender um pênalti.[carece de fontes?]
Ernest Coggin também chegou a atuar pelo Brasil em 1908, antes dos jogos da seleção se tornarem oficiais, algo que só ocorreu em 1914. Devido a esse fato, sempre há dúvidas sobre a sua nacionalidade, porque ele não aparece na lista de estrangeiros que atuaram pelo Brasil, o que faz alguns pesquisadores acreditarem, que ele era um futebolista brasileiro com ascendência inglesa, mas como os jogos não eram oficiais, muitos apontam que ele era um futebolista inglês naturalizado brasileiro.[carece de fontes?] Só que a principal evidência que Ernest Coggin era brasileiro, segundo pesquisadores, foi que no dia 13 de maio de 1908, ele defendeu um combinado brasileiro da LMSA, contra um combinado de jogadores ingleses que atuavam na mesma liga, em jogo beneficente vencido pelo combinado brasileiro por 6 a 0.